# Victor Babeș
Victor Babeș (Viena, 4 de julho de 1854 — Bucareste, 19 de outubro de 1926) foi um médico romeno, bacteriologista, acadêmico e professor. Um dos fundadores da microbiologia moderna, Victor Babeș é autor de um dos primeiros tratados de bacteriologia do mundo - Bactérias e seu papel na anatomia patológica e histologia de doenças infecciosas, escrito em colaboração com o cientista francês Victor André Cornil em 1885. Em 1888, Babeș fundamenta o princípio da imunidade passiva, e alguns anos depois enuncia o princípio da antibiose. Ele fez contribuições iniciais e significativas para o estudo da raiva, lepra, difteria, tuberculose e outras doenças infecciosas. Ele também descobriu mais de 50 germes desconhecidos e previu novos métodos de coloração de bactérias e fungos. Victor Babeș introduziu a vacinação anti-rábica e fundou a soroterapia na Romênia.
A Universidade Babeș-Bolyai em Cluj-Napoca e a Universidade de Medicina e Farmácia em Timișoara levam seu nome.

## Origem e família
Victor Babeș era filho de Vincențiu Babeș e Sophia Goldschneider. Seu pai era um magistrado romeno, professor, jornalista e político da região de Banat, na Hungria, membro fundador da Sociedade Acadêmica Romena (22 de abril de 1866) e Presidente da Seção de História da Academia Romena (1898-1899). Uma das personalidades que se destacaram na luta pelos direitos dos romenos na Transilvânia, Vincențiu Babeș foi repetidamente deputado no Prêmio de Viena e presidente do Partido Nacional Romeno. Victor tinha uma irmã, Alma, e um irmão, Aurel. O irmão mais novo de Victor Babeș, Aurel, era químico e trabalhava com Victor no Instituto de Bucareste. O filho de Aurel, Aurel A. Babeș, também era médico e descobriu um teste de rastreamento do câncer cervical.
Victor Babeș era casado com Iosefina Thorma, com quem teve um filho, Mircea.

## Estudos
Na infância, Victor Babeș sempre foi atraído pela poesia, música e principalmente literatura, bem como por esportes de performance, ciências naturais e dramaturgia. Ele começou a estudar artes dramáticas em Budapeste. A morte de sua irmã, Alma, causada por tuberculose, ainda jovem, levou-o a abandonar os estudos e ingressar na medicina. Ele frequentou a Faculdade de Medicina de Budapeste e Viena. Victor recebeu seu doutorado em medicina em Viena, em 1878. Em 1881 recebeu uma bolsa de estudos e foi para Paris e Berlim, onde trabalhou com os principais professores da época: Cornil, Louis Pasteur, Rudolf Virchow, Robert Koch e outros. Ele continuou a estudar com grandes professores de Munique, Heidelberg e Estrasburgo até 1886.

## Atividade científica

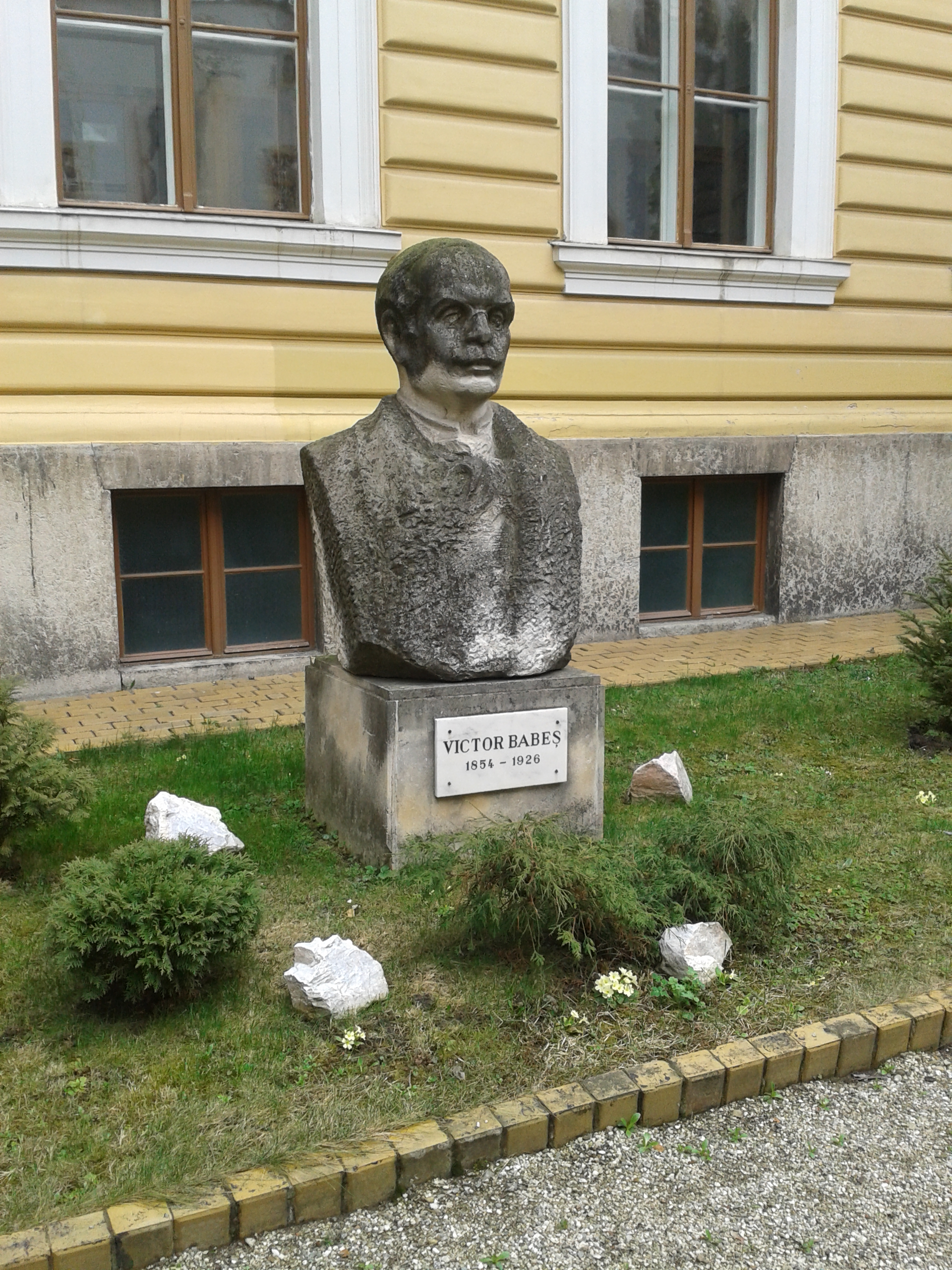
Estátua de Victor Babeș em frente à Universidade Babeș-Bolyai em Cluj-Napoca

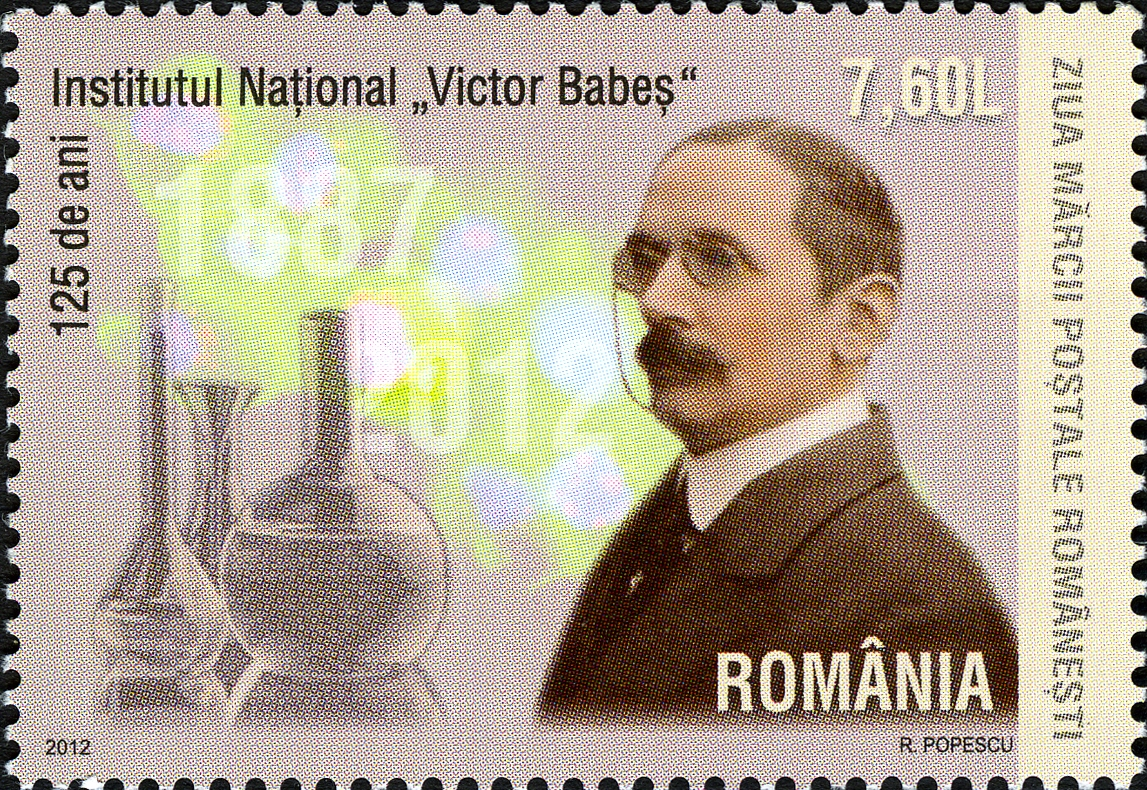
Selo emitido para comemorar o 125º aniversário da fundação do Instituto Nacional Victor Babeș

Ele começou sua carreira científica como assistente no laboratório de Anatomia Patológica de Budapeste (1874-1881). Em 1885 foi nomeado professor de histopatologia na Faculdade de Medicina de Budapeste. No mesmo ano, ele descobriu um esporozoário parasita dos carrapatos, chamado Babesia em sua homenagem (da família Babesiidae), e que causa uma doença rara e grave chamada babesiose. Ainda naquele ano, ele publica o primeiro tratado de bacteriologia do mundo, Bactérias e seu papel na anatomia patológica e histologia das doenças infecciosas, do qual foi coautor com Cornil.
Os esforços científicos de Babeș foram de grande alcance. Ele foi o primeiro a demonstrar a presença de bacilos da tuberculose na urina de pacientes infectados. Ele também descobriu inclusões celulares em células nervosas infectadas com raiva. De valor diagnóstico, eles deveriam ser nomeados em sua homenagem (corpos de Babeș-Negri). Babeș foi o promotor da concepção morfopatológica sobre o processo infeccioso, orientações médicas baseadas na síntese entre bacteriologia e anatomia patológica. Babeș foi creditado com a invenção do primeiro modelo racionalizado de termostato e alguns métodos para a coloração de bactérias e fungos em preparações histológicas e culturas.
Em 1887, Babeș é convocado para o país pelo governo romeno e nomeado professor de anatomia patológica e bacteriologia na Faculdade de Medicina de Bucareste. Ocupou o cargo até 1926. Ainda em 1887, foi instituído, pela Lei nº. 1 197, Instituto de Bacteriologia e Patologia, dirigido por Babeș e que futuramente terá o seu nome (Instituto Victor Babeș). Em 1889 foi eleito membro correspondente da Academia Romena e, a partir de 1893, tornou-se titular nesta posição.
Em 1900 ele fundou a Sociedade Anatômica em Bucareste, lidando com estudos clínicos anatômicos. Em 1913, ele preparou uma vacina contra a cólera para combater a epidemia de cólera que eclodiu entre o exército romeno que estava na campanha da Segunda Guerra dos Balcãs na Bulgária. Entre 1916 e 1918 deu continuidade ao preparo de produtos biológicos, permanecendo na área ocupada pelos Poderes Centrais. Em 1919, ele é nomeado professor da Universidade de Cluj, recém-fundada naquele ano.
Victor Babeș introduziu a vacinação anti-rábica na Romênia, apenas três anos após seu início por Louis Pasteur. Ele é considerado o segundo rabiologista do mundo depois de Pasteur e o pai da seroterapia, precursora da imunologia moderna. Seu trabalho também teve forte influência na medicina veterinária, principalmente no que diz respeito à profilaxia e à medicação sérica. Ele preparou o soro anti-difteria e conduziu ampla atividade pesquisando pelagra, tuberculose, febre tifóide e hanseníase. Ele publicou mais de 1 000 artigos científicos e 25 monografias no campo da microbiologia e patologia.
Em reconhecimento ao seu trabalho inovador na medicina, Victor Babes foi eleito membro da Académie nationale de médecine francesa, do Comitê Internacional de Combate à Hanseníase, recebeu três vezes o prêmio da Academia Francesa de Ciências. Da mesma forma, ele foi premiado com o título de Cavaleiro da Legião de Honra.

## Concepções filosóficas e atitude militante
Para além do trabalho científico, preocupou-se estreitamente com os problemas da medicina profilática (abastecimento de água a cidades e aldeias, organização científica da luta anti-epidémica, etc.). Como diretor do Instituto que leva seu nome, Babeș abordou alguns dos problemas de saúde e sociais da época, como o problema da pelagra, e formulou soluções realistas sobre a organização médica do país, prevendo a constituição de um Ministério da Saúde. Intimamente ligado ao povo, Victor Babeș lutou pela aplicação das descobertas da ciência para melhorar a vida das pessoas. Ele estudou as causas das doenças de disseminação em massa (pelagra, tuberculose), chamando a atenção para suas raízes sociais.
Ao longo das atividades científicas e sociais, um papel importante teve sua concepção filosófica materialista, exposta especialmente em trabalhos como Considerações sobre a relação das ciências naturais com a filosofia (1879) e Fé e ciência (1924). Babeș refutou o agnosticismo de Kant, o inatismo de Descartes, o apriorismo idealista e o fideísmo de Schelling. Ele apoiou consistentemente a natureza objetiva do mundo, as leis da natureza e causalidade.
Victor Babeș fundou as publicações Annals of the Institute of Pathology and Bacteriology (romeno: Analele Institutului de Patologie și Bacteriologie; 1889), Medical Romania (romeno: România medicală; 1893) e Arquivos de ciências médicas (francês: Archives des sciences médicales; 1895).

## Morte
Victor Babeș morreu em 19 de outubro de 1926 em Bucareste. Seu túmulo está no Instituto Cantacuzino de Bucareste.

## Epônimos
- Corpos de Babeș-Ernst: inclusões metacromáticas no citoplasma de bactérias Gram-positivas, como a difteria
- Corpos de Babeș-Negri: inclusões em células nervosas infectadas com raiva
- Babesia: parasitas da família Hemosporidiae
- Babeș-Bolyai: principal universidade em Cluj-Napoca

## Trabalhos publicados selecionados
- Über Poliomielite anterior, 1877
- Über die selbständige combinirte Seiten- und Hinterstrangsclerose des Rückenmarks, [Virchows] Archiv für pathologische Anatomie und Physiologie und für klinische Medicin, Berlim, 1876
- Über einen im menschlichen Peritoneum gefundenen Nematoden, [Virchows] Archiv für pathologische Anatomie und Physiologie und für klinische Medicin, Berlim, volume LXXXI
- Studien über Safraninfärbung, 1881
- Bakterien des Rothen Schweisses, 1881
- Eine experimentelle Studie über den Einfluss des Nervensystems auf die pathologischen Veränderungen der Haut, com Arthur von Irsay, Vierteljahresschrift für Dermatologie
- Les bactéries et leur rôle dans l'anatomie et l'histologie pathologiques des maladies infectieuses, Escrito com Victor André Cornil, 1 volume e Atlas, Paris, F. Alcan, 1885
- Über isoliert färbbare Antheile von Bakterien, Zeitschrift für Hygiene, Leipzig, 1889, 5: 173–190
- Observations sur la morve, Archives de médecine experimentale et d'anatomie pathologique, 1891, 3: 619-645
- Atlas der pathologischen Histologie des Nervensystems, com Georges Marinesco e Paul Oscar Blocq, Berlin, Hirschwald, 1892 OCLC 14787495
- Untersuchungen über Koch's Kommabacillus, [Virchows] Archiv für pathologische Anatomie und Physiologie und für klinische Medicin, Berlim
- Untersuchungen über den Leprabazillus und über die Histologie der Lepra, Berlim, 1898
- Beobachtungen über Riesenzellen, Stuttgart, 1905
- Über die Notwendigkeit der Abänderung des Pasteur'schen Verfahrens der Wutbehandlung, Zeitschrift für Hygiene und Infektionskrankheiten, Leipzig, 1908, 58: 401–412.